# Lissodrillia schroederi
Lissodrillia schroederi är en snäckart som först beskrevs av Bartsch och Alfred Rehder 1939.  Lissodrillia schroederi ingår i släktet Lissodrillia och familjen Drilliidae. Inga underarter finns listade i Catalogue of Life.